# Scutiger kanjiroba
Scutiger kanjiroba — вид жаб родини Megophryidae. Описаний у 2024 році.

## Поширення
Ендемік Непалу. Поширений у гірському масиві Канджіроба-Гімал на висоті до 4400 м над рівнем моря. Голотип зібраний у селі Джуфал у напрямку до Тріпуракота в районі Долпа у провінції Карналі (29°01'N, 82°47'E, 2600 м н.р.м.).

## Опис
Довжина дорослого самця 55,4 мм, самиць 54,2−66,7 мм